# Силуан (Чорней)
Епи́скоп Силуа́н (в миру Ауре́л Степа́нович Чорне́й, укр. Аурел Степанович Чорней, рум. Aurel Ciornei; род. 5 сентября 1980, Острица, Черновицкая область) — архиерей Украинской православной церкви (Московского патриархата), епископ Герцаевский (с 2020), викарий Черновицкой епархии.

## Биография
Родился 5 сентября 1980 года в селе Острица Глыбоцкого района Черновицкой области в верующей крестьянской семье.
В 1997 году окончил Острицкую общеобразовательную школу. С 1997 по 1999 год служил в армии.
В 1999 году был принят в число братии Вознесенского Банченского монастыря.
27 октября 2000 года на Афоне был пострижен в монашество с именем Силуан в честь преподобного Силуана Афонского.
20 января 2001 года митрополитом Черновицким и Буковинским Онуфрием (Березовским) был хиротонисан во иеродиакона, 5 июня 2008 года — в сан иеромонаха.
10 мая 2010 года был назначен исполняющим обязанности наместника Свято-Вознесенского Банченского монастыря.
24 мая 2012 года был возведён в сан архимандрита.
В 2019 заочно окончил Почаевскую духовную семинарию.
17 августа 2020 года решением Священного Синода Украинской православной церкви был избран епископом Герцаевским, викарием Черновицкой епархии.
22 августа того же года во Всехсвятском храме Свято-Пантелеимонова женского монастыря в Феофании наречён епископом Герцаевским, викарием Черновицко-Буковинской епархии.
23 августа того же года в Свято-Пантелеимоновском женском монастыре в Феофании хиротонисан во епископа Герцаевского, викария Черновицко-Буковинской епархии. Хиротонию совершили: митрополит Киевский и всея Украины Онуфрий (Березовский), митрополит Каменец-Подольский и Городокский Феодор (Гаюн), митрополит Вышгородский и Чернобыльский Павел (Лебедь), митрополит Бориспольский и Броварской Антоний (Паканич), митрополит Аккарский Василий (Мансур) (Антиохийская Православная Церковь), митрополит Нежинский и Прилуцкий Климент (Вечеря), митрополит Винницкий и Барский Варсонофий (Столяр), епископ Белогородский Сильвестр (Стойчев) и другие архиереи.